# Formula of Love: O+T=＜3
Formula of Love: O+T=<3 é o terceiro álbum de estúdio coreano (sexto no geral) do girl group sul-coreano Twice. Foi lançado em 13 de novembro de 2021 pela JYP Entertainment e Republic Records. O primeiro single do álbum foi "The Feels" que também foi o primeiro single em inglês do grupo.
Em seu período de pré-venda, Formula of Love: O+T=<3 vendeu 700 mil unidades, tornando-se o álbum mais vendido do Twice até hoje; superando o recorde anteriormente detido por More & More (2020). O álbum contempla diversos gêneros como pop latino, hip hop, R&B e synth-pop. Ele também estreou em terceiro lugar na Billboard 200 com 66 mil unidades equivalentes a álbuns, tornando-se a quarta e mais alta entrada do grupo na parada.

## Antecedentes e anúncio
Depois do lançamento de Eyes Wide Open (2020), Formula of Love: O+T=<3 é o terceiro álbum de estúdio do Twice em língua coreana. É o terceiro lançamento do grupo em 2021, após seu décimo mini-álbum, Taste of Love, e o terceiro álbum em japonês, Perfect World. 
Formula of Love: O+T=<3 foi mencionado pela primeira vez por Chaeyoung, membro do grupo, em 13 de setembro de 2021, no vídeo de bastidores de sua sessão fotográfica da OhBoy! Magazine, embora na época, pouca coisa foi revelada. No final do videoclipe do primeiro single inglês do Twice, "The Feels", um álbum completo com lançamento previsto para novembro de 2021 foi anunciado. O nome do álbum e sua data de lançamento foram revelados em 8 de outubro. Uma prévia mostrando as quatro versões álbum físico foi postada em 12 de outubro. As pré-encomendas começaram mais tarde naquele dia. Em 29 de outubro, a lista de faixas do álbum foi anunciada.

## Composição
Formula of Love: O+T=<3 é um álbum de estúdio com quinze faixas que apresenta gêneros como city pop, dance-pop, deep house, disco, hip hop, pop latino, nu-disco, reggaeton e R&B. Nayeon, Jihyo, Dahyun e Chaeyoung participaram da escrita de algumas músicas do álbum. Em entrevista à Associated Press, Jihyo revelou que a morte de sua planta de estimação foi sua inspiração para escrever a música "Cactus" (선se).

## Lançamento
Em 20 de outubro de 2021, durante a semana do sexto aniversário do grupo, Twice realizou uma transmissão ao vivo chamada de H6me Party with 6nce, em que cantaram "Candy", uma canção em inglês do álbum dedicada aos seus fãs. Em 24 de outubro, a JYP Entertainment lançou um trailer no estilo mocumentário com membros do Twice vestidas de cientistas no "Twice Love Lab". Twice lançou várias fotos conceituais para promover o álbum e sua faixa-título, "Scientist". Além disso, teasers para o videoclipe de "Scientist" foram lançados dias antes de seu lançamento. Horas antes do lançamento oficial de Formula of Love: O+T=<3, o grupo entrou ao vivo no YouTube e V Live para discutir a produção do álbum.